# Manoir des Claies
Pour les articles homonymes, voir Claie.
Le manoir des Claies est un manoir situé à Asnières-sur-Vègre, dans la région historique du Maine (actuel département de la Sarthe), en France.

## Historique
La construction du logis date de la fin du XVe siècle. Il a subi de lourdes mutilations dans les années 1930, puis a été restauré à partir d'éléments d'origine remployés et remontés in situ. L'édifice est inscrit au titre des monuments historiques depuis le 23 mai 1996.